# Mavi sürgün
Mavi sürgün é um filme de drama turco de 1993 dirigido e escrito por Erden Kıral. Foi selecionado como representante da Turquia à edição do Oscar 1994, organizada pela Academia de Artes e Ciências Cinematográficas.

## Elenco
- Can Togay - Cevat Sakir
- Hanna Schygulla - atriz
- Özay Fecht
- Tatiana Papamoschou
- Ayse Romey - Hatce